# Casa senyorial Montal
La Casa senyorial Montal és un edifici del municipi de Sant Pere de Riudebitlles (Alt Penedès) que forma part de l'Inventari del Patrimoni Arquitectònic de Catalunya.

## Descripció
És una casa entre mitgeres i fent cantonada, composta de planta baixa i uns pis amb pati posterior. Composició simètrica a les façanes. Balconada de dos portals. Coronament ondulat a la façana principal i balaustrada a la lateral. Decoració floral. Marcs de formes corbes a les obertures. Llenguatge del modernisme. La planta baixa està molt reformada i correspon als aparadors de la botiga de pa.